# Левино (Калужская область)
Ле́вино — деревня в Медынском районе Калужской области. Входит в состав сельского поселения Село Никитское.

## Физико-географическое положение
Находится на севере Калужской области, на границе с Московской областью, недалеко от деревень Никитск (3,5 км) и Федосово (4,1). Деревня стоит вблизи берегов рек Язовка и Бычек. До районного центра, города Медынь, 32 километра.

## Этимология
Название образовано от календарного русского имени Лев

## История
До XIX века относилась к Верейскому уезду.
Впервые Левино упоминается в жалованной грамоте императрицы Елизаветы Петровны Троицко-Сергиевой Лавре «на все приписные монастыри и отчины» от 11 июня 1752 года. Левино относится к селу Илемне, кроме него Созоново, Георгиевское, Павлищево, Нероново, Брюхово, Никитское, Коробово, Водрино. Примечательно, что данная грамота ссылается на древнюю прежнюю грамоту от 7094 (1586) года, то есть села Илемны (Троицкого) существовали как минимум с XVI века.
В 1593—1594 годах Левино указано как деревня вотчины Троицко-Сергиевского монастыря.
В 1737 году Левино входило в приход села Илемна (Троицкое) Илеменского стана Верейского уезда.

1737 г. октября 7 довошеніе Верейской десятины духовныхѣ дѣлъ управителя Благовѣвещенскаго попа Козьмы Власова о присылкѣ ему сѣ прежняго указа копіи о с. Троицкомѣ, на р. Илемнѣ, что нынѣ называется с. Илемна, кѣ строенію вѣ ономѣ селѣ вновь церкви Живоначал.
Троицы (синод. Казен. приказа кн. № 406, л. 82). 
Кѣ новопостроенной церкви, по произведенному слѣдствію, должны быть вѣ приходѣ: село Илемна, деревни: Левина, Сазонова, Никитская, Брюхова, Коробова, всего 201 дворѣ.
— Историческіе матеріалы о церквахъ и селахъ XVII—XVIII вв.
В 1863 году Левино — казённая деревня 2-го стана Медынского уезда Калужской губернии у тракта Медынь—Верея, в ней 33 двора и 271 житель, стоит близ речки Алеменки (сейчас Бычек). В 1891 году Левино — деревня Кременской волости, 3-го стана Медынского уезда, в ней 337 жителей. К 1914 году в Левино строят земскую школу, в деревне — 360 жителей.
В 1899 году в Левино, в крестьянской семье родилась послушница Спасо-Бородинского монастыря, Ирина Фролова, умершая от туберкулёза в 1931 году в Можайской тюрьме. Ирина отнесена к новомученикам Можайским, день её памяти 30 (17) сентября
В боевом донесении штаба 113-й стрелковой дивизии от 22 января 1942 года указывается, что в соседних с Левино деревнях Никитск, Федосово, Романово находятся части противника, прикрывающие отступление немцев от Вереи к Переделу.

## Транспорт
От города Медынь к селу Передел три раза в неделю курсирует автобус № 102, делая остановку в деревне Никитск. До села Передел ходит школьный автобус